# Blodsbröder (TV-serie)
Blodsbröder (danska: Alfa) är en dansk thrillerserie från 2020. Serien hade svensk premiär på TV4, TV4 Play och C More den 11 juni 2020. Den första säsongen består av åtta avsnitt. 
Serien är regisserad av Milad Avaz som även skrivit seriens manus.

## Handling
Serien handlar om den nyexaminerade börsmäklaren Adam. När han får veta att pappan har dött flyr han in i en destruktiv tillvaro med mycket droger. På begravningen dyker Adams storebror Jakob upp. Jakob har utbildat sig till polis. 

## Rollista (i urval)
- Lars Mikkelsen - Gravesen
- Simone Lykke - Aggi
- Thomas Levin - Rolf
- Laura Drasbæk - Balke
- David Sakurai - Wester
- Johannes Lassen - Lenny
- Sebastian Jessen - Jakob
- Andreas Jessen - Adam
- Mads Korsgaard - Jens